# Estação Modivas Sul

A Modivas Sul é parte do Metro do Porto.